# Bicaz-Chei
Bicaz-Chei es una comuna ubicada en el distrito de Neamț, Rumania.

## Superficie
Posee una superficie de 102,3 kilómetros cuadrados.

## Demografía
Hasta 2021 la población era de 3862 habitantes, con una densidad de población de 37,74 habitantes por kilómetro cuadrado.